# Annegrethe Rasmussen
Annegrethe Felter Rasmussen (født 16. december 1964) er en dansk journalist, der fra 2008 - 2016 har arbejdet som udenrigskorrespondent i Washington, D.C. for Dagbladet Information samt fra 2012-15 netmediet Altinget.dk. Hun arbejder som freelancekommentator for DR2, klummeskribent for Alt for Damerne, skribent for ELLE samt som betalt blogger for fagbladet Journalisten. I 2016 startede hun som mediekorrespondent i Washington, D.C. for det professionelle branchesite Kommunikationsforum i Danmark, ligesom hun er chefredaktør for det digitale medie Point of View International, som hun er medstifter af (1. februar 2016).

## Baggrund
Rasmussen er vokset op i Sønderjylland i landsbyen Løjt Kirkeby. Hun gik i gymnasiet på Aabenraa Statsskole. Der var hun sønderjysk regionssekretær for Danske Gymnasieelevers Sammenslutning (DGS), en forening, hvor hun senere blev næstformand på landsplan. Mens hun gik i gymnasiet, oprettede hun en lokalafdeling af Socialistisk Folkepartis Ungdom (SFU), men skiftede senere til Venstresocialisterne, og for dette parti var hun opstillet til Europa-Parlamentsvalget 1984.
Rasmussen har læst statskundskab, og i sin tid som studerende var hun næstformand for Studenterrådet på Københavns Universitet og studienævnssekretær på Institut for Statskundskab. I 1992 blev hun færdiguddannet cand.scient.pol. fra Københavns Universitet med speciale i international, amerikansk og europæisk politik.
Fra studietiden er hun nære venner med Helle Thorning-Schmidt, som hun fortsat ser og er i kvindegruppe med.
Hun var fra 1992-1996 ekstern lektor i international politik ved Københavns Universitet.
Hun er britisk gift og har fire børn.
Hendes mand, Peter McQuibban,[kilde mangler] der er tidligere britisk diplomat, er involveret i international tennis og arbejder i den amerikanske tech-virksomhed Palantir, der er grundlagt i Silicon Valley og har hovedsæde i Denver Colorado.[kilde mangler]

## Journalistisk virke
Fra 1992-94 var Rasmussen ansat som Europa-medarbejder ved Dagbladet Information, og i 1994-1999 var hun ansat på Weekendavisen, hvor hun i starten også beskæftigede sig med Europa-stoffet; fra 1997 blev hun udnævnt til politisk redaktør og medlem af chefredaktionen.[kilde mangler]
1999-2001 var hun medlem af Berlingske Tidendes chefredaktion med ansvar for Berlingske Søndag; i 2001 blev hun afskediget fra chefredaktørposten, efter at Politikens daværende chefredaktør, Tøger Seidenfaden, i et læserbrev i Berlingske havde gjort opmærksom på, at Annegrethe Rasmussen havde plagieret store dele af to lederartikler, som Seidenfaden selv havde skrevet i Politiken. Annegrethe Rasmussens egen forklaring var, at hun ved en fejl sendte en kladde, hvori dele af Seidenfadens tekst stod, i trykken.
For Information har Annegrethe Rasmussen tidligere været korrespondent i London (2002-04) og Paris (2004-08). I årene i Paris var hun fast kommentator ved tv-stationen France 24 og vikar på Radioavisen.[kilde mangler]
Rasmussens familieliv har ofte dannet baggrund for personlige klummer om dagligliv samt familie- og skoleforhold i de lande, familien har boet.
I begyndelsen af 2016 stiftede hun sammen med Signe Wenneberg og Morten Bay et nyt medie, POV (Point of View) International, hvor hun er chefredaktør.

### Plagiatsag i 2015-16
I 2015 afbrød Altinget.dk samarbejdet med Rasmussen med øjeblikkelig virkning, fordi netavisen fandt, at dele af en af hendes klummer, "Dystre udsigter for et grimt politisk 2016", var plagieret fra en leder i The Economist.
Medvirkende til, at Altinget.dk valgte at stoppe deres samarbejde med Rasmussen, var også, at netavisen mente, at hun forsøgte at skjule sammenhængen.
Rasmussen anførte, at Economist efter forelæggelse af de to tekster ikke mente, at hun havde plagieret det britiske medie.[kilde mangler]
Sagen fik konsekvenser for Annegrethe Rasmussens virke ved fagbladet Journalisten samt Dagbladet Information, der begge opsagde samarbejdet.. Annegrethe Rasmussen redegjorde for sin egen udlægning af sagen i et længere interview i Journalisten.
Yderligere fandt Dansk Psykolog Forening, at Rasmussens artikel "Halv poet, halv detektiv", der byggede på et interview af Irvin Yalom til foreningens magasin P, indeholdt "ordrette gengivelser" af et tidligere udgivet interview fra avisen The Independent. Rasmussen forklarede, at dette skete efter aftale med Yalom.[kilde mangler]
Den 12. januar 2016 udkom Journalisten efter en undersøgelse af samtlige hendes bidrag til dette medie, med en artikel, der fastslog at selvom hun havde lavet fejl andre steder, var der ingen fejl i disse artikler. Hun blev derfor tilbudt at få sit job som kommentator tilbage.
Den 9. februar 2016 udsendte Information resultatet af en intern undersøgelse, der påviste problemer i 11 artikler ud af 160 undersøgte med bl.a. citater uden kildeangivelse, manglende kreditering af inspirationskilder samt tre boganmeldelser med citater, som ikke var taget fra bøgerne, men i tekster fra andre amerikanske medier - henholdsvis bearbejdede uddrag af bøgerne og et citat fra en boganmeldelse i New York Times. Bladets daværende ansvarshavende chefredaktør, Christian Jensen, konkluderede, at der er tale om "grove overtrædelser af basale journalistiske standarder". Rasmussen afviste anklagerne i en redegørelse, der blev trykt i avisen.
Weekendavisens artikel "Genbrugspapir" om Annegrethe Rasmussen medførte, at Rasmussen indklagede avisen for Pressenævnet for manglende overholdelse af god presseskik ved at have givet hende for lidt tid til at forholde sig til anklagerne. Nævnet afviste klagepunkterne i sin kendelse med den begrundelse, at avisen aldrig havde givet hende en formel deadline, og at Rasmussen selv havde valgt at svare hurtigt på henvendelsen.

## Bøger
Annegrethe Rasmussen har bidraget til flere bøger om især europæiske, internationale og kvindepolitiske emner. I august 2012 udgav hun sammen med lektor Peter Christian Brøndum undervisningsbogen USA's Udfordringer på Forlaget Columbus.
I en anmeldelse af bogen, skrev Dennis Nørmark at "[f]orfatterne har samlet et imponerende overblik over nutidens USA på det politiske, sociale, økonomiske og udenrigspolitiske område".
I september 2014 udgav hun igen sammen med Brøndum undervisningsbogen USA Now også på forlaget Columbus.
Begge bøger anvendes i gymnasieskolens undervisning i henholdsvis samfundsfag og engelsk.[kilde mangler]
Anden udgave af USA's Udfordringer udkom i juli 2016. Tredje udgave udkom i 2020. Hun har også skrevet forordet til den danske udgave af Liza Mundys biografi om Michelle Obama.[kilde mangler]